# Kejkavus I.
Kejkavus I. ali Kejkaus I. (staroanatolsko turško كَیکاوس, perzijsko عز الدين كيكاوس بن كيخسرو‎‎: ´Izz ad-Dīn Kaykāwūs ibn Kaykhusraw) je bil sultan seldžuškega sultanata Rum, ki je vladal od leta 1211 do svoje smrti leta 1220. Bil je najstarejši sin sultana Kejhusreva I., * ni znano, † 1220.

## Prihod na oblast
Po smrti Kejhusreva I. po bitki pri Alaşehirju leta 1211 so se Kejkavus in njegova brata Kajferidun Ibrahim in  Kejkubad  spli zaradi nasledstva. Kejkubad je imel sprva nekaj podpore kralja Kilikijske Armenije Leona I. in strica Tugrilšaha, neodvisnega vladarja Erzuruma, Kajferidun pa je z iskanjem podpore pri ciprskih Frankih ogrožal nedavno osvojeno pristanišče Antalya. Večina emirjev in veleposestnikov v sultanatu je podpiralo Kejkavusa. Kejkavus je iz svoje baze v Malatyi osvojil Kayseri in nato Konyo in prisilil Leona I., da je prestopil na njegovo stran. Kejkubad je moral pobegniti v trdnjavo v Ankari, od koder je iskal pomoč turkmenskih plemen iz Kastamonuja. Kejkavus je kmalu aretiral oba brata si zagotovil seldžuški prestol.
V tem dokaj nevarnem času se je Kejkavus pogajal za mir s cesarjem Nikejskega cesarstva Teodorom Laskarisom. S podpisom miru so se sovražnosti med državama končale, čeprav so turkmenski nomadi še naprej občasno povzročali težave na meji.

## Vzhodna meja in peta križarska vojna
Po zavarovanju Antalye in zahodne meje sultanata se je Kejkavus obrnil proti vzhodu. Med peto križarsko vojno so križarji z njim sklenili zavezništvo in prisilili Ajubide na vojskovanje na dveh frontah.

## Osvojitev Sinopa
Kejkavusov najpomembnejši politični uspeh bila zasedba črnomorskega pristanišča Sinop.  Leta 1214 so Turkmeni ujeli trabzonskega cesarja Alekseja Komnena, ki je bil na lovu v okolici Trabzona. Ujetnika je predal sultanu, ta pa je njegovo  osvoboditev pogojeval s predajo Sinopa in vazalstvom Trabzonskega cesarstva. Bizantinci so na zamenjavo pristali. Seldžuki so s tem dobili izhod na Črno morje in hkrati prekinili ozemeljsko povezavo med Nikejskim in Trabzonskim cesarstvom. Sporazum je začel veljati v nedeljo, 1. novembra 1214.
Po predaji Sinopa se je trgovanje z Evropo in bizantinskima cesarstvoma neovirano nadaljevalo. Kejkavus je za guvernerja mesta, v katerem so živeli tako Turki kot Grki,  imenoval Armenca Raisa Hetouma. Od aprila do septembra 1215 je pod vodstvom grškega arhitekta Sebasta obnovil mestno obzidje. Stroške obnove je plačalo petnajst emirjev. Zaključek del so počastili z dvojezično spominsko ploščo na stolpu pri zahodnih mestnih  vratih.

## Zapuščina
Kejkavus je leta 1217 v Sivasu  zgradil medreso Şifaiye, ki je hkrati tudi bolnišnica in medicinska šola. Sultanov mavzolej je pod stožčasto kupolo v južnem ivanu zgradbe. Na fasadi je sultanova pesnitev, zapisana na modrih fajančnih ploščicah.
| Kejkavus I. Seldžuška dinastijaRojen: ni znano Umrl: 1220 |                                |                        |
| Vladarski nazivi                                          |                                |                        |
| Predhodnik: Kejhusrev I.                                  | Sultan Sultanata Rum 1211-1220 | Naslednik: Kejkubad I. |